# Karl Ludwig Ernst von Sulz

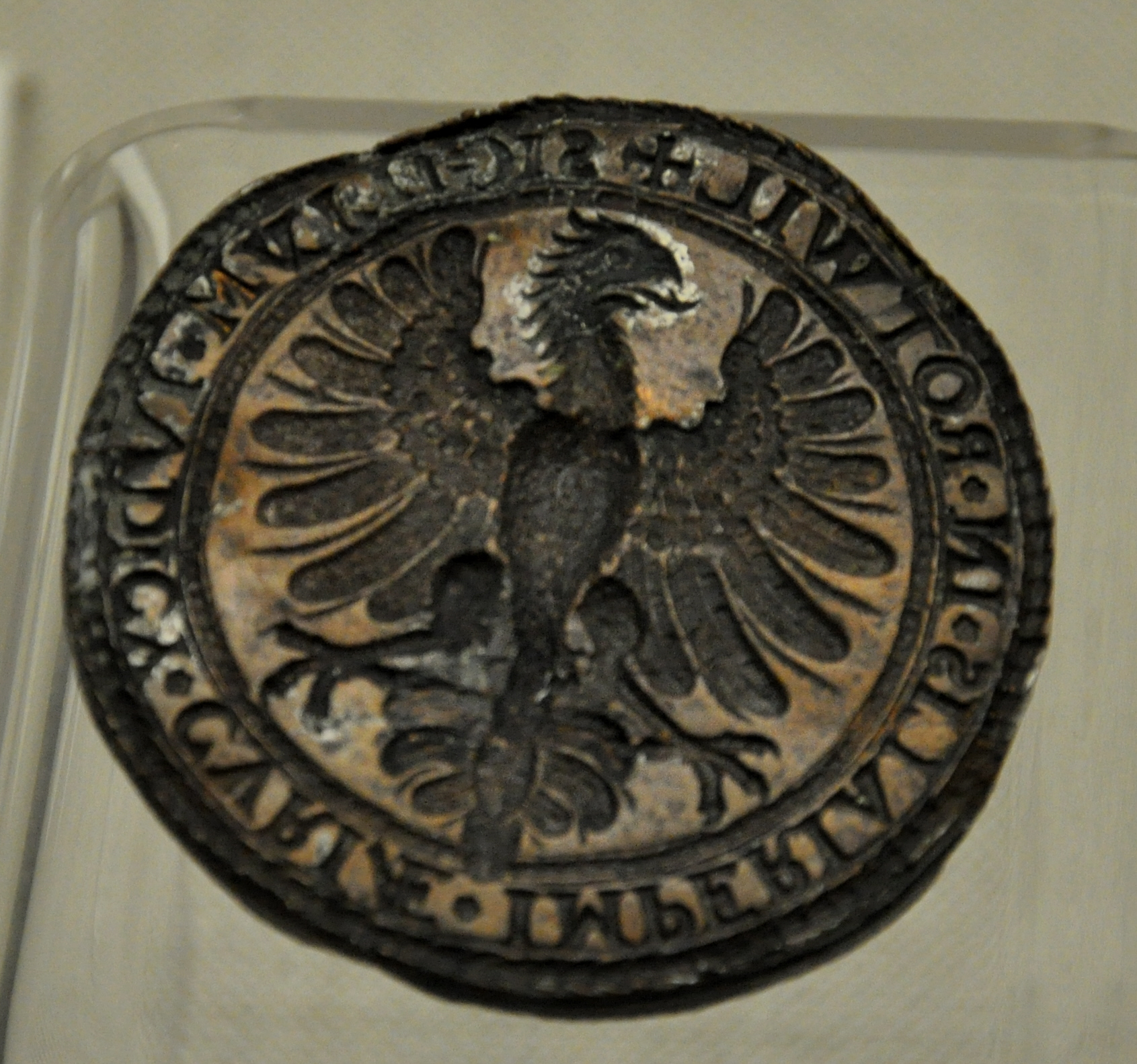
Rottweil Stadtmuseum Hofgerichtsiegel, Typar

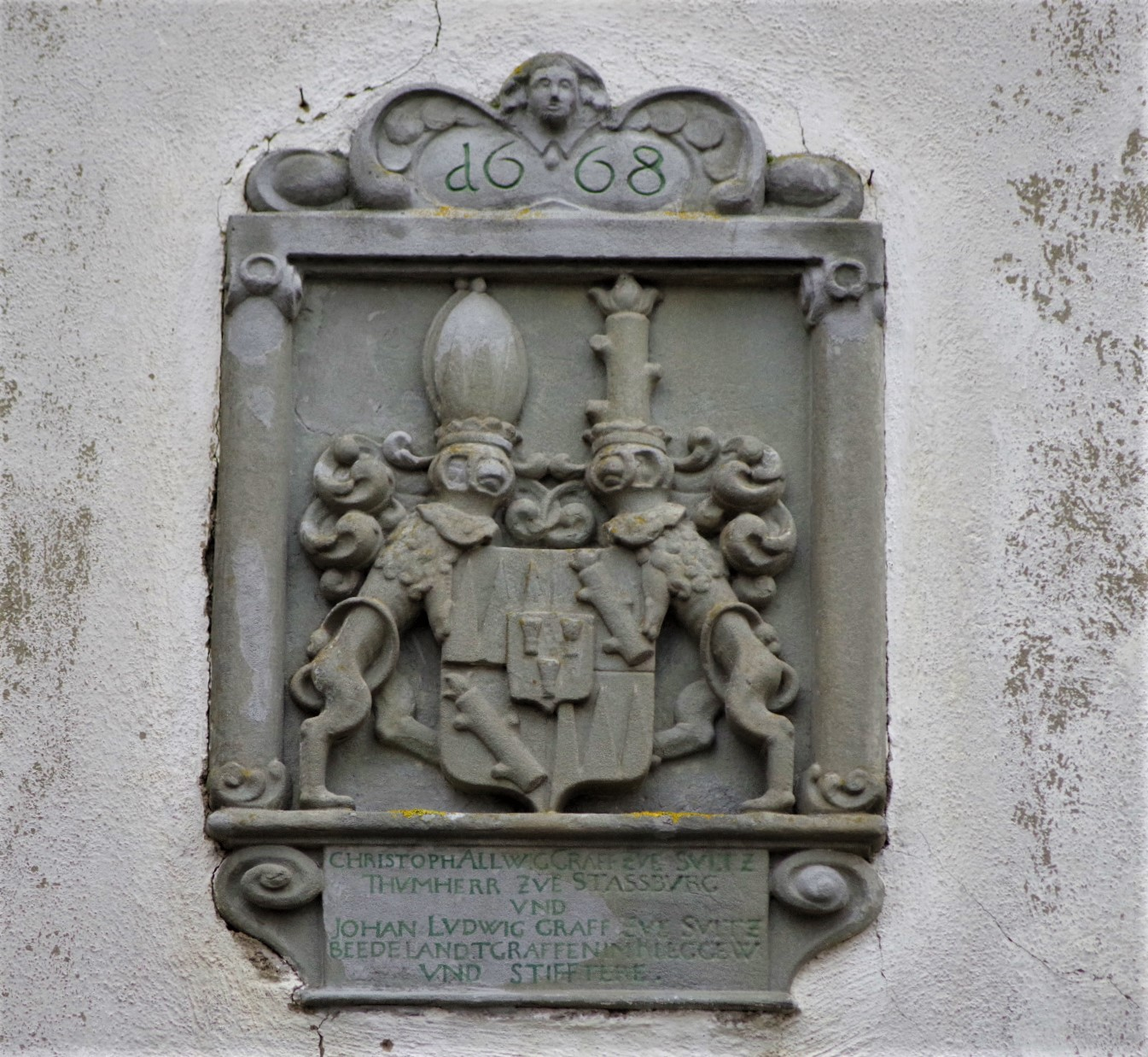
Wappen an der Loretto Kapelle Jestetten

Karl Ludwig Ernst von Sulz (* 13. September 1595 in Vaduz; † 16. April 1648 in Amberg) war regierender Landgraf im Klettgau von 1628 bis 1648 und Hofrichter am Hofgericht in Rottweil. 1629/30 war er einer der kaiserlichen Restitutionskommissare im Herzogtum Württemberg, die das Restitutionsedikt von Kaiser Ferdinand durchsetzen sollten. 1628 übernahm er die Regierung über die Landgrafschaft Klettgau von seinem Bruder Alwig, der sich seiner militärischen Karriere widmete.

## Ehe, Nachkommen und Herkunft
Karl Ludwig Ernst war der Sohn von Karl Ludwig zu Sulz und der Dorothea Katharina von Sayn (1562–1609).
Er war in erster Ehe verheiratet mit Maximiliana von Sulz (1584–1623). 1624 heiratete er die zweite Frau, Maria Elisabeth von Hohenzollern Sigmaringen (1592–1659), eine Tochter des Grafen Karl II. von Hohenzollern-Sigmaringen.
Die Angaben über die Nachkommen sind uneinheitlich.
Aus erster Ehe hatte er einen Sohn:
- Leopold Karl (* 8. Februar 1622 auf Schloss Tiengen; † 6. März 1645 in Jankov)

Aus der zweiten Ehe ging insbesondere sein Nachfolger Johann Ludwig hervor:
- Maria Elisabeth (* 18. Juni 1625) ⚭ Christoph Karl von Waldburg
- Johann Ludwig II. (1626–1687) in Jestetten; mit ihm starben die Grafen von Sulz in der männlichen Linie aus
- Christoph Alwig (* 23. Januar 1629 Tiengen; † 29. August 1666 Jestetten), Domherr in Straßburg
- Maria Katharina (* 16. Juni 1630; † 2. November 1686) ⚭ Johann VII. von Montfort-Tettnang
- Maria Theresia (* 21. September 1634; † 18. August 1692)

Weitere Kinder erreichten nicht das Erwachsenenalter.